# Michal nad Žitavou
Michal nad Žitavou és un poble i municipi d'Eslovàquia que es troba a la regió de Nitra, al sud-oest del país. Compta amb una població de 684 habitants (2022).

## Història
La primera menció escrita de la vila es remunta al 1158.

## Demografia
| Godina             | 1994 | 2004   | 2014   | 2024   |
| ------------------ | ---- | ------ | ------ | ------ |
| Nombre de persones | 684  | 697    | 665    | 683    |
| Diferència         |      | +1,90% | −4,59% | +2,70% |

| Godina             | 2023 | 2024   |
| ------------------ | ---- | ------ |
| Nombre de persones | 681  | 683    |
| Diferència         |      | +0,29% |